# Sverre Brandhaug
Sverre Brandhaug (ur. 22 czerwca 1959 w Trondheim) – norweski piłkarz występujący na pozycji pomocnika. 

## Kariera klubowa
Brandhaug karierę rozpoczynał w SK Trondheims-Ørn. Następnie grał w Strindheim IL, a w 1981 roku przeszedł do Rosenborga. Jego barwy reprezentował do końca kariery w 1991 roku. Przez ten czas wraz z Rosenborgiem zdobył trzy mistrzostwa Norwegii (1985, 1988, 1990) oraz dwa Puchary Norwegii (1988, 1990). W sezonie 1984 z 13 bramkami na koncie został też królem strzelców pierwszej ligi norweskiej.

## Kariera reprezentacyjna
W reprezentacji Norwegii Brandhaug zadebiutował 3 czerwca 1981 przegranym 0:1 meczu eliminacji Mistrzostw Świata 1982 z Rumunią. 19 października 1988 w przegranym 1:2 towarzyskim pojedynku z Włochami strzelił pierwszego gola w kadrze. W latach 1981–1991 w drużynie narodowej rozegrał 31 spotkań i zdobył 2 bramki.